# العروس الصفراء
العروس الصفراء(بالأذرية -"Sarı gəlin") هي أغنية شعبية أذربيجانية.

 لأول مرة في ثلاثينيات للقرن العشرين، تم نقل من قبل عاسف زينلي إلى الملاحظة وتطور للبيانو.

## تسميته
هناك أفكار مختلفة حول أصل كلمة أغنية «العروس الصفراء».
وفقا لرواية واحدة، فإن ترجع أغنية «ساري جالين» قبل الإسلام. لكن يعتقدون بعض الموسيقيين أن هذهلا الأغنية لهه تاريخ من 150 إلى 200 سنة.

في بداية القرن السابع، استخدم كلمة «أصفر» بمعنى رمزي «عظيم»، «جبل». تعني كليمة «صاري» (أصفر) «لطيف», «نجيب» في الفهم التركي القديم.
باللغة الاذربيجانية تستخدم هذه الكليمة في معنين:
- اللون
- وتر الصفراء للقلب

و كليمة الصفراء لا تستخدم بمعنى لون في هذه الأغنية، هذا الفهم يعني وتر الصفراء داخل الأنسان.
كلمة «أصفر» أظهر معنى رمزي في الشعر.
تُفهم «العروس الصفراء» على أنها مجموعة من الحب ولطيف، وأفضل الصفات الإنسانية.

## وصالات خارجية
- https://www.youtube.com/watch?v=OrSRHTWpEOA
- http://www.samiyusufofficial.com/thecentre/
- https://www.youtube.com/watch?v=2QZ2IWlB9NQ
- https://www.youtube.com/watch?v=NRKecasu9_4